# 中国包装
中国包装有限责任公司是中国物流集团下辖的一家国有企业，主要从事与包装行业相关的贸易、制造、加工及服务等业务。

## 历史
中国包装总公司成立于1981年。2010年2月，中国包装总公司并入诚通集团。2017年8月4日，中国包装总公司改制为中国包装有限责任公司。2021年12月3日，划转新组建的中国物流集团管理。